# Дацюк Василь Лаврентійович
Васи́ль Лавре́нтійович Дацюќ (народився 11 січня 1949 року в селі Щурівці Ізяславського району Хмельницької області, зараз живе в Мирополі Романівського району Житомирської області) – український письменник, відомий сатирик, гуморист, член Національної спілки письменників України з 1994 року.

## Життя та творчість
Василь Лаврентійович отримав середню спеціальну освіту, закінчив Житомирське культурно-просвітницьке училище (нині Житомирський фаховий коледж культури і мистецтв імені Івана Огієнка) (1969).Працював у колгоспі на різних роботах у рідному селі, директором Любарського районного будинку культури, баяністом-акомпаніатором у будинку піонерів, робітником на залізниці, учителем Миропільської школи № 2 Романівського району Житомирської області. Створив перший в області радіоклуб. Був його директором до ліквідації клубу у 2001 році.
Автор книжок «Заява до суду», «Невдала любов», «Мовчи глуха», лірики «Банальная история», книжок для дітей «Киця- ледащиця», «Добрий єнот», «Нечема і хвалько», «Пригоди діда Фе та кота Ю», «Омко і Зук». Окремими виданнями вийшли поеми «Біль», «Пекліада» і «Блазенія». Має поетичні та прозові переклади з польської, болгарської і білоруської мов. Твори Василя Дацюка перекладалися білоруською мовою.
Письменник брав активну участь у становленні незалежності України на початку дев’яностих років минулого століття. Депутат Житомирської обласної ради І та ІІ скликань, депутат Романівської районної ради трьох скликань. Був головою Романівської районної організації УРП «Собор».
Василю Лаврентійовичу приносить задоволення заняття бджільництвом. Він пасічник майже із 40-річним стажем, автор більше 30-ти статей у журналі «Пасічник». Письменник отримав Всеукраїнську відзнаку імені Костя Місевича «За подвижництво у бджільництві» та вагомий особистий внесок у розвиток українського бджільництва.
Василь Дацюк одружений. Має двох дітей та п’ятеро онуків. Вигадник, фантазер, людина, яку не полишило дитинство. Дітям з ним цікаво, а Василю Лаврентійовичу з ними. Отож і народились казки-хармульки, химери «Данчикові няньки». В них, здається, розповідає про звичайнісінькі речі: корову Му-у-уку та комарика Зюнь-Зюня, півника Кукуріка Зозулястовича та квочку Сокориківну та їх вельмишановних діток. Але автор говорить про дуже серйозні речі, до яких не дослухатись просто неможливо. І дітям, і дорослим є над чим замислитись. Бо справжня література і є такою, що повчальна для всіх. Цікавими будуть віршовані казки «Мудра порада», «Боброва наука», «Ляка».
«Жорстока сатира Василя Дацюка не дає відповідей на… запитання. Автор цього не знає – як і кожен із нас. Він пише про час, в якому ми живемо, і про його ницих «героїв». Пише правду, якою б гіркою вона не була. Його немилосердна сатира – крізь гіркі, їдкі сльози. Але це - сльози очищення» (Михайло Сидоржевський, журналіст, лауреат всесоюзної журналістської премії).
Письменник-гуморист Василь Лаврентійович Дацюк разом зі своїми онуками започаткував літературно-мистецьку премію «Дідусева казка» у 2009 році, за кращі твори для дітей. Цієї премією нагороджені: Пономаренко Марія Антонівна (2009 р.), Сергій Черевко (2010 р.), Комашня Ніна Миколаївна (2011 р.), Павленко Марія Григорівна (2012 р.), Васильчук Віктор Борисович (2013 р.), Зіновчук Микола Миколайович (2014 р.), Гресь Світлана Миколаївна (2015 р.).

## Нагороди та відзнаки
Переможець всеукраїнських літературних конкурсів «Аврора! Аврора!» (1988 р.) і «Байка 2001», член редакційної ради альманаху «Весела січ», лауреат Всеукраїнського конкурсу гумору та сатири «Вишневі усмішки 2006». Лауреат обласної літературної премії імені Василя Земляка (2010 р.). Лауреат обласної літературної премії імені Бориса Тена, літературно-мистецької премії імені Лесі Українки Житомирського обласного відділення Українського фонду культури (2012 р.), Всеукраїнської премії імені Василя Юхимовича (2013 р.) та лауреат обласної премії «Рідна мова» (2015 р.). Отримав найвищу нагороду Національної спілки письменників України - медаль «Почесна відзнака» (2014 р.). Нагороджений медаллю «Честь і слава Романівщини».

## Твори Василя Дацюка
- Дацюк В. Л. Банальная история : лирика / В. Л. Дацюк. – Дзержинск : Дзержин. район. тип., 1992. – 60, [4] с. : ил.
- Дацюк В. Л. Біль : поема ; Пекліада : сон-химерія ; Блазенія : поема ; Дацизми : гумор і сатира / В. Л. Дацюк ; мал. О. Федорчук. – Житомир : Рута, 2015. – 141, [3] с. : іл. – Випущено на зам. Управління інформ. діяльності та комунікацій з громадськістю Житомир. облдержадмін. у рамках Програми соціально значущої літ. місц. авт. – ISBN 978-617-581-259-4.
- Дацюк В. Л. Данчикові няньки : казки-розмальовки. – Житомир : Пасічник М. П., 2010. – 62 с. – ISBN 978-966-2936-39-1.
- Дацюк В. Л. Дацизми : назва за версією П. Ребра / В. Л. Дацюк. – Житомир : Рута, 2013. – 63 с.
- Дацюк В. Л. Невдала любов : гумор / В. Л. Дацюк. – Житомир : Газ. «Житомир. Вісник», 1992. - 61, [3] с. – (Бібліотека журналу «Авжеж»).
- Дацюк В. Нечема і Хвалько : казки для дітей / В. Дацюк. – Житомир : ПП Пасічник, 2006. – 47 с.
- Дацюк В. Л. Омко і Зук : [казки] / В. Л. Дацюк. – Житомир : Рута, 2012. – 68 с. : іл. – ISBN 978-617-581-109-2.
- Дацюк В. Пригоди діда Фе та кота Ю : казки / В. Дацюк. – Житомир : Пасічник М. П., 2007. – 63 с. – (Бібліотечка ЖОО НСПУ).

Твори у збірках
- Дацюк В. Дацизми : Dixi / Василь Дацюк // Світло спілкування. – 2019. – № 26 – С.73-75 : фот.
- Дацюк В. [Добірка віршів] / В. Дацюк // Світло спілкування. – 2019. – № 27. – С. 52-53. – (Літературна сторінка).
- Дацюк В. Блазенія : уривок із поеми / В. Дацюк // Світло спілкування. – 2015. – № 18. – С. 49-50. – (Літературна сторінка).
- Дацюк В. Дацизми : [добірка афоризмів] / В. Дацюк // Світло спілкування. – 2015. – № 19. – С. 45-48. – (Літературна сторінка).
- Дацюк В. Казьюшка о Валодьюшке / В. Дацюк // Світло спілкування. – 2017. – № 23. – С. 67-68. – (Літературна сторінка).
- Дацюк В. Наша дитина : [вірші, байки] / Василь Дацюк // Світло спілкування. – 2017. – № 22. – С. 41-43 : портр. – (Літературна сторінка).
- Дацюк В. Не принесли гроші щастя : [казка] / В. Дацюк // Світло спілкування. – 2010. – № 11. – С. 30-31. – (Сторінка малечі).
- Дацюк В. Чому у неньки заплакані очі... ; Бабольчина наука : [оповідання : біогр. довідка] / В. Дацюк // Світло спілкування. – 2009. – № 10. – С. 23-27. – (Літературна сторінка).